# Sterneck (udde)
Sterneck är en udde i Antarktis. Den ligger i Västantarktis. Argentina, Chile och Storbritannien gör anspråk på området.
Terrängen inåt land är kuperad åt sydost, men åt nordväst är den platt. Havet är nära Sterneck åt nordväst. Trakten är obefolkad. Det finns inga samhällen i närheten. 